# Transportmittel

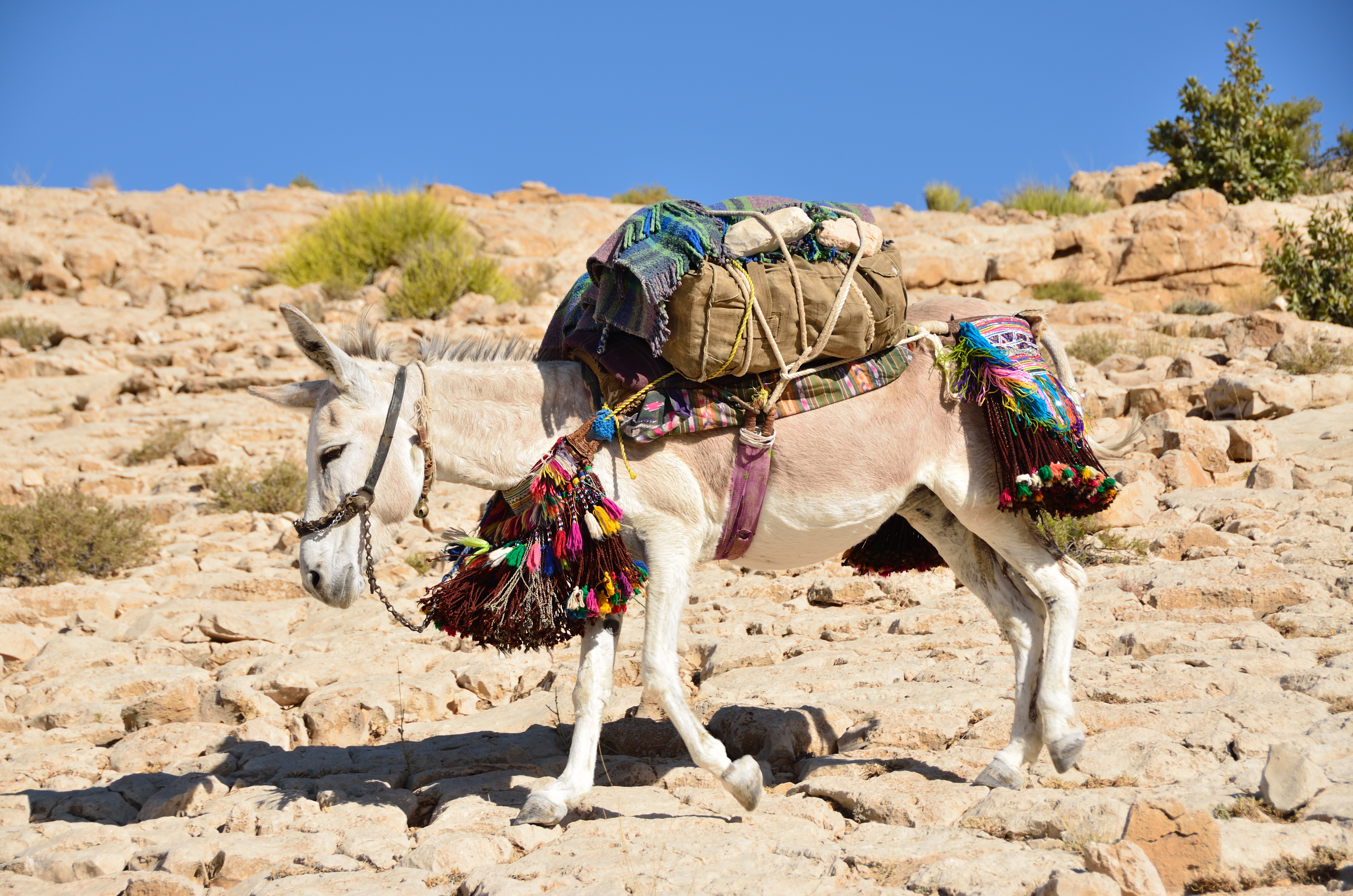
Esel – neben Kamelen die ältesten Transportmittel (Ash Sharqiyah/Oman, 2010)

Transportmittel sind Arbeits- oder Produktionsmittel, die zum Transport von Personen (Personentransport), Tieren (Tiertransport) oder Gütern (Gütertransport) dienen.

## Allgemeines
Transportmittel sind dazu bestimmt, nicht nur den Fahrzeugführer (Fahrer, Flugkapitän, Kapitän, Triebfahrzeugführer) zu transportieren, sondern dienen dem Güter- (Frachtgut) und Personentransport (Passagiere). Deshalb sind nicht alle Verkehrsmittel auch Transportmittel. Da beispielsweise der Elektro-Tretroller gemäß § 8 Elektrokleinstfahrzeuge-Verordnung ausschließlich den Fahrer transportieren darf, ist er ein Verkehrsmittel und kein Transportmittel. Transportmittel müssen keine Fahrzeuge sein, auch Tragtiere (wie Esel oder Kamele) gehören zu den Transportmitteln. Sachen, die keinen eigenen Antrieb besitzen wie Container, Flaschen (Flaschenpost), Koffer, Paletten, Postpakete oder Taschen heißen Transporthilfsmittel.

## Arten
Die beiden größten Gruppen sind
- Verkehrsmittel (LKW, Flugzeuge, Schiffe etc.)
- Fördermittel (Krane, Fließbänder, Aufzüge etc.).

Der außer- oder zwischenbetriebliche Transport (Verkehr) wird mit Transportmitteln durchgeführt. Dazu zählen insbesondere Fahrzeuge wie Kraftfahrzeuge (Busse, Personenkraftwagen [auch Taxi], Lastkraftwagen), Wasserfahrzeuge (Binnen- und Seeschiffe), Eisenbahnen, Flugzeuge oder Raumfahrzeuge. Der innerbetriebliche Transport (Intralogistik) wird dagegen auch mit Fördermitteln durchgeführt. Dazu zählen Förderbänder, Förderschnecken, Gabelstapler, Krane oder fahrerlose Transportfahrzeuge. Sowohl der außer- als auch der innerbetriebliche Transport von Gasen oder Flüssigkeiten kann mit Rohrleitungen durchgeführt werden oder in Behältern durch Förder- oder Verkehrsmittel.
Im Bahnverkehr, der Schifffahrt und im Luftverkehr werden die Transportmittel getrennt zwischen Personentransport und Gütertransport. Dazu gehören im Bahnverkehr Personenzug und Güterzug, im Schiffverkehr Passagierschiff und Frachtschiff und im Luftverkehr Passagierflugzeug und Frachtflugzeug sowie Raketen und Raumschiffe in der bemannten und unbemannten Raumfahrt.

## Rechtsfragen
Der Rechtsbegriff Transportmittel kommt in Gesetzen häufig vor. Artikel 2 lit. n der Verordnung (EG) Nr. 1/2005 definiert ihn z. B. im Zusammenhang mit Tiertransporten als „jedes Straßen- oder Schienenfahrzeug, Schiff und Luftfahrzeug“. Artikel 2 Abs. 2 lit. a der Richtlinie 91/628/EWG fasst darunter zusätzlich auch „Behältnisse zum Transport auf dem Land-, See- oder Luftweg“. § 15 Abs. 2 des Arbeitsschutzgesetzes bestimmt, dass auch Transportmittel als Arbeitsmittel nur bestimmungsgemäß verwendet werden dürfen. Die Bundespolizei darf Hubschrauber gemäß § 60 BPolG als polizeiliche Einsatz- und Transportmittel sowie zur Beförderung von Mitgliedern der Verfassungsorgane des Bundes, Angehörigen der Bundesregierung und deren Gästen benutzen. In § 6 Abs. 1 Binnenmarkt-Tierseuchenschutzverordnung (BmTierSSchV) ist vorgeschrieben, dass Tiere und Waren nur in Transportmitteln oder -behältnissen innergemeinschaftlich verbracht oder eingeführt werden dürfen, die den dort für sie in Anlage 2 Spalte 2 BmTierSSchV genannten Anforderungen entsprechen.

## Wirtschaftliche Aspekte
Durch Transportmittel verwirklicht sich ein Transportrisiko. Beim Personentransport kann es zu Personen- oder Sachschäden kommen. Der Gütertransport beinhaltet neben der Gefahr von Beschädigung, Diebstahl, Schwindung, Verderb oder Verlust von Gütern in nachhaltigen Lieferketten die Gefahr, dass die eingesetzten Transportmittel soziale oder ökologische Schäden wie Emissionen oder Lärmbelästigung verursachen. Auch Verspätungen durch Transportmittel (etwa durch Verkehrsstaus) gehören zu den Transportrisiken.
Bei Transportmitteln ist der Auslastungsgrad genau ermittelbar. Zu unterscheiden ist zwischen der Sitzauslastung in der Personenbeförderung und Nutzlast oder Ladetonnenkilometer in der Güterbeförderung. Sie sind für Transportunternehmen von Bedeutung, weil die Fixkosten sich bei einem höheren Auslastungsgrad von Leerkosten in Nutzkosten verwandeln. Leerkosten entstehen bei „Leerfahrten“, wenn die Kapazitäten nicht oder nicht vollständig ausgelastet sind. Wird bei steigender Auslastung die Gewinnschwelle überschritten, so entstehen Gewinne. Je höher die Gewinnschwelle bei einem Unternehmen ist, umso höher sind die Auslastungsrisiken, bei denen die Gesamtkosten erst bei einem relativ hohen Auslastungsgrad gedeckt werden. Durch Überschreiten der Gewinnschwelle verteilen sich die Fixkosten auf eine größere Stückzahl (beispielsweise Passagiere), wodurch die Stückkosten sinken und die Gewinne steigen (Fixkostendegression). Anzustreben sind – zwecks Erfüllung des Unternehmensziels der Gewinnmaximierung – jedoch höhere Auslastungsgrade, im Maximum die Vollauslastung von 100 %.
Der Auslastungsgrad kann durch verschiedene Maßnahmen beeinflusst werden. Wird die Gewinnschwelle etwa durch Kostensenkung niedriger, verringern sich die Auslastungsrisiken eines Transportunternehmens und umgekehrt. Bei gegebener Gewinnschwelle kann die Auslastung verbessert werden durch Preissenkung (höhere Nachfrage), Preisdifferenzierung (Happy Hour, Tages- oder Nachtpreise), vertikale Produktdifferenzierung (Qualitätswettbewerb), Verlängerung der Betriebszeiten und Verkürzung der Brachzeiten, Einführung des Saisonbetriebs oder auch durch Überbuchung (auch zur Vermeidung von No-shows), die auf eine vollständige Auslastung der Kapazitäten abzielt. Im ÖPNV beeinflusst vor allem der Modal Split die Sitzauslastung.
Die Durchschnittskosten bilden pro Passagierkilometer oder Tonnenkilometer (unabhängig von Streckenlänge und Flugaufkommen) im Linienverkehr die Bemessungsgrundlage der Flugpreise, um unter Berücksichtigung einer erwarteten Auslastung eine angestrebte Kapitalverzinsung zu erreichen. Im Linienverkehr ist die Sitzauslastung tendenziell geringer als im Charterverkehr.